# Big Daddy Kane
Big Daddy Kane, właśc. Antonio Monterio Hardy (ur. 10 września 1968 na Brooklynie w Nowym Jorku) – amerykański raper. Jego pseudonim jest skrótem od słów King Asiatic Nobody's Equal (ang. Azjatyckiemu królowi nikt nie dorówna). Będąc fanem muzyki soulowej, przez wielu porównywanym do Barry'ego White'a.

## Kariera
Zaczynał od rapowania z pomocą automatu perkusyjnego na Long Island w Nowym Jorku. Wraz z DJ-em o pseudonimie Mr Cee zrealizował kilka albumów, które wypełniły zwięzłe piosenki, stylistycznie mieszczące się między muzyką soulową a rapem.
Pod koniec lat 80., razem z Ice’em-T, prowadził serię wykładów dla młodzieży kolorowej w szkołach średnich w Detroit. Latem 1988 został wydany jego pierwszy solowy album Long Live the Kane, na którym znalazły się utwory zawierające afrocentryczne, muzułmańskie traktaty. Pochodzący z debiutanckiej płyty utwór rapowy „Raw” (1987) Big Daddy Kane wykonał w dramacie kryminalnym Dennisa Hoppera Barwy (Colors, 1988) z Seanem Pennem, Robertem Duvallem i Marią Conchitą Alonso.
15 września 1989 do sklepów trafił drugi album It’s a Big Daddy Thing, a utwory „Ain't No Stoppin' Us Now” (1989) i „Smooth Operator” (1989) to najlepsze przykłady ciężkiego, zmysłowego brzmienia. Talent produkcyjny Marleya Marla oraz zdecydowany rytm wypracowany przez Mr Cee w znacznym stopniu przyczyniły się do osiągnięcia subtelnej atmosfery lepszych nagrań Kane'a.
30 października 1990 ukazał się jego trzeci studyjny album Taste of Chocolate, gdzie zaśpiewał w duecie z Barrym White’em („All of Me”) i córką Malcolma X – Gamilą Shabazz („Who Am I”). Pracował także jako niezależny autor tekstów dla wytwórni Cold Chillin’, pisząc m.in. z Roxanne Shante i Biz Markiem. Gościnnie wystąpił w słynnym utworze Public Enemy „Burn Hollywood Burn” (1990).
W czerwcu 1991 Big Daddy Kane wziął udział w sesji zdjęciowej dla magazynu dla pań „Playgirl”. W 1992 roku pojawił się na zdjęciach z modelką Naomi Campbell w budzącej wiele kontrowersji książce Madonny „Sex”.
Debiutował w roli aktorskiej jako ojciec Time w westernie Mario Van Peeblesa Posse – opowieść o Jessie Lee (Posse, 1993) u boku Stephena Baldwina i Billy'ego Zane'a oraz jako Pirat w komedii Człowiek-meteor (The Meteor Man, 1993) z udziałem Eddiego Griffina, Jamesa Earla Jonesa i Billa Cosby'ego. „Warm It Up, Kane” trafił do popularnej gry wideo Grand Theft Auto: San Andreas (2004).

## Dyskografia

### Albumy solowe
- Long Live the Kane (1988)
- It’s a Big Daddy Thing (1989)
- Taste of Chocolate (1990)
- Prince of Darkness (1991)
- Looks Like a Job For... (1993)
- Daddy’s Home (1994)
- Veteranz Day (1998)

### Występy gościnne
| Data wydania | Utwór                  | Wykonawca            | Album                                                                      |
| ------------ | ---------------------- | -------------------- | -------------------------------------------------------------------------- |
| 1988         | "The Symphony"         | Marley Marl          | In Control, Volume 1                                                       |
| 1990         | "Erase Racism"         | Kool G Rap & DJ Polo | Wanted: Dead or Alive                                                      |
| 1990         | "Burn Hollywood Burn"  | Public Enemy         | Fear of a Black Planet                                                     |
| 1991         | "Heal Yourself"        | H.E.A.L.             | Civilization vs. Technology                                                |
| 1991         | "Nuff Respect"         | V/A                  | Juice OST                                                                  |
| 1991         | "Don't Curse"          | Heavy D & the Boyz   | Peaceful Journey                                                           |
| 1991         | "The Symphony Pt. 2"   | Marley Marl          | In Control Volume II: For Your Steering Pleasure                           |
| 1992         | "#1 With a Bullet"     | Kool G Rap & DJ Polo | Live and Let Die                                                           |
| 1993         | "Close the Crackhouse" | Professor X          | Puss 'N Boots (The Struggle Continues)                                     |
| 1994         | "We wit It"            | Treacherous Three    | Old School Flava                                                           |
| 1995         | "In the Game"          | Red Hot Lover Tone   | #1 Player                                                                  |
| 1996         | "Know Da Game"         | Frankie Cutlass      | Politics & Bullshit                                                        |
| 1999         | "3 to the Dome"        | Sway & King Tech     | This or That                                                               |
| 1999         | "Macula's Theory"      | Prince Paul          | A Prince Among Thieves                                                     |
| 2000         | "Platinum Plus"        | Big L                | The Big Picture                                                            |
| 2000         | "Class of '87"         | Tony Touch           | The Piece Maker                                                            |
| 2001         | "Three's Company"      | Marley Marl          | Re-Entry                                                                   |
| 2001         | "Discosis" "Loaded"    | Bran Van 3000        | Discosis                                                                   |
| 2002         | "Stick Up"             | Afu-Ra               | Life Force Radio                                                           |
| 2002         | "The Man/The Icon"     | DJ Babu              | Duck Season vol. 1                                                         |
| 2002         | "A Day At The Races"   | Jurassic 5           | Power in Numbers                                                           |
| 2003         | "What's Your Name"     | Morcheeba            | Parts of the Process (The Very Best of Morcheeba)                          |
| 2003         | "Come Get It"          | Soul Supreme         | The Saturday Nite Agenda                                                   |
| 2004         | "Remember This"        | V/A                  | Hug a Stranger                                                             |
| 2004         | "Welcome To Durham"    | Little Brother       | The Chittlin' Circuit                                                      |
| 2005         | "Flame On"             | V/A                  | Urban Car Tunes 2                                                          |
| 2006         | "We Do"                | Snoop Dogg           | Tha Blue Carpet Treatment (Tha Mixtape)                                    |
| 2006         | "Boom!"                | V/A                  | Music from and Inspired by the Motion Picture Dave Chappelle's Block Party |
| 2006         | "Get Wild Off This"    | Stanton Warriors     | Stanton Sessions vol. 2                                                    |
| 2007         | "Next Up"              | UGK                  | Underground Kingz                                                          |
| 2007         | "The Garden"           | DJ Jazzy Jeff        | The Return of the Magnificent                                              |
| 2007         | "Brooklyn (Remix)"     | Joell Ortiz          | The Brick: Bodega Chronicles                                               |
| 2007         | "Cameo Afro"           | RZA                  | The RZA Presents: Afro Samurai OST                                         |
| 2009         | "When I Get There"     | Grandmaster Flash    | The Bridge: Concept of a Culture                                           |
| 2009         | "Unpredictable"        | Grandmaster Flash    | The Bridge: Concept of a Culture                                           |
| 2009         | "Mega Fresh X"         | Cormega              | Born and Raised                                                            |
| 2009         | "The Power of Music"   | Kristine W           | The Power of Music                                                         |